# Réseau de la navigation aérienne
RENAR est le réseau de la navigation aérienne française.
Mis en œuvre au début des années 1990, RENAR est un réseau à commutation par paquets de type X.25 capable de fonctionner en cas de panne d'ordre 2. RENAR est constitué d'un maillage principal inter-CRNA, et de commutateurs dans les grandes approches et les centres terminaux.
RENAR sert principalement à véhiculer les informations radar là où elles sont nécessaires et à offrir un service de liaison longue distance aux systèmes de la navigation aérienne.
RENAR est fondé sur la technologie DPN-100 du constructeur canadien Northern Telecom (Nortel) et exploite les deux modes de fonctionnement de la commutation par paquets :
- mode non connecté au niveau du sous-réseau (structure inter-commutateur)
- et mode connecté en périphérie pour l'accès des usagers en protocole X25.

Les commutateurs de type RM sont utilisés au niveau de la structure inter-CRNA et supportent le maillage principal de RENAR. Les commutateurs de type AM sont installés sur les sites des aéroports, où la concentration d'usagers est plus faible. La redondance par construction du maillage réseau garantit performance et tolérance aux pannes.
Le backbone RENAR offre des interconnexions à 128 kbit/s entre les grands centres de la navigation aérienne, et à 512kbit/s en région parisienne. 
L'équipe de la DTI (ex-STNA) travaille actuellement sur son remplacement par RENAR IP.

## RENAR IP
RENAR IP répond à l’arrêt des liaisons Transfix, et à une exigence d’interconnecter les centres européens en IPv6. 
RENAR IP doit à terme supporter toutes les données radar, Cautra et plan de vol.
Des communications vocales y seraient intégrées.
L'ingénierie du réseau, la fourniture des équipements et le support de ces derniers a été confiée à la société NextiraOne.
800 km de fibres optiques ont été déployées par SFR.
Le déploiement des équipements sur site et leur exploitation est assuré par la DSNA.
RENAR IP a été mis en service en opérationnel pendant l'été 2012 au CRNA Nord, Orly, Roissy, CRNA Sud-Ouest et CESNAC,,,,.